# What If... the World Lost Its Mightiest Heroes?
"What If... the World Lost Its Mightiest Heroes?" es el tercer episodio de la primera temporada de la serie de televisión animada estadounidense What If...?, basada en la serie de Marvel Comics del mismo nombre. Explora lo que sucedería si los eventos del cómic relacionado con el  Universo cinematográfico de Marvel (MCU), Fury's Big Week (2012), ocurrieran de manera diferente, con la campaña de Nick Fury para reclutar a los Vengadores descarrilada por una serie de muertes. El episodio fue escrito por el escritor principal AC Bradley y el editor de historia Matthew Chauncey, y dirigido por Bryan Andrews.
Jeffrey Wright narra la serie como el Vigilante, y este episodio también cuenta con las voces de Samuel L. Jackson (Fury), Jeremy Renner, Mark Ruffalo, Tom Hiddleston, Clark Gregg, Jaimie Alexander, Frank Grillo, Lake Bell y Mick Wingert. La serie comenzó a desarrollarse en septiembre de 2018, y Andrews y Bradley se unieron poco después, y muchos actores esperaban repetir sus papeles de las películas del MCU; Los eventos de Fury's Big Week se muestran parcialmente en las películas The Incredible Hulk (2008), Iron Man 2 (2010) y Thor (2011). Otros momentos del MCU también se reinventan en el episodio, que se convierte en un misterio de asesinato al estilo de una historia de Agatha Christie. La animación estuvo a cargo de Squeeze, con Stephan Franck como jefe de animación.
"What If... the World Lost Its Mightiest Heroes? se estrenó en Disney+ el 25 de agosto de 2021. Los críticos generalmente encontraron que el episodio era el más débil de los primeros tres de la serie debido a su pregunta menos clara de "¿qué pasaría si?" escenario, aunque su historia más oscura para un proyecto del MCU recibió elogios. La actuación de voz del episodio y las conexiones con las películas del MCU recibieron críticas mixtas.

## Trama
En el transcurso de una semana, el director de S.H.I.E.L.D., Nick Fury, intenta reclutar héroes para la Iniciativa Vengadores, empezando por Tony Stark. La agente Natasha Romanoff le da a Stark una inyección para aliviar su envenenamiento por paladio, pero sorpresivamente termina muriendo envenenado. S.H.I.E.L.D. detiene a Romanoff, pero Fury la ayuda a escapar para poder encontrar al asesino. Mientras tanto, es alertado de la llegada de Thor a la Tierra para intenta recuperar su martillo Mjolnir, pero el agente Clint Barton le dispara accidentalmente y lo mata, aunque también es encontrado muerto cuando estaba en custodia por S.H.I.E.L.D.
Para analizar sobre qué mató a Stark, Romanoff se acerca a la Dra. Betty Ross, quien descubre que le inyectaron un proyectil microscópico a Stark. Fury deduce que el asesino está apuntando a su lista de reclutas para la Iniciativa Vengadores, dejando a Romanoff y Bruce Banner como los siguientes objetivos. Romanoff descubre que Ross esconde a Banner justo cuando el padre de Ross, el general Thaddeus Ross, llega para arrestarlos. Banner recibe un disparo y se transforma en Hulk, atacando a los hombres del general Ross antes de explotar.
Loki llega a la Tierra con el ejército de Asgard para vengar la muerte de su hermano, pero Fury negocia una tregua temporal para poder identificar al asesino. Romanoff descubre que alguien utilizó el perfil de un agente fallecido para acceder a la red de S.H.I.E.L.D. Posteriormente es asesinada, aunque logra enviar un mensaje a Fury revelando que las muertes están relacionadas con "hope." Fury se da cuenta de que Romanoff se refería a Hope van Dyne, quien había sido reclutada por Fury en S.H.I.E.L.D. y que había muerto en una misión.
Fury propone una alianza con Loki para atrapar al asesino, y se enfrentan al padre de Hope, Hank Pym, quien construyó un traje encogedor "Yellowjacket" para cometer los asesinatos como una forma de vengarse de Fury. Loki derrota a Pym, quien es puesto bajo custodia asgardiana. Loki decide quedarse en la Tierra y subyugar a la humanidad, convirtiéndose rápidamente en su gobernante. Fury, decidido a no dejar morir la iniciativa, comienza a reunir más héroes; encuentra a Steve Rogers congelado en hielo y convoca a Carol Danvers a la Tierra.

## Producción

### Desarrollo
En septiembre de 2018, Marvel Studios estaba desarrollando una serie de antología animada basada en los cómics What If...?, que explorarían cómo se alterarían las películas del Universo Cinematográfico de Marvel (MCU) si ciertos eventos ocurrieran de manera diferente.    El escritor principal AC Bradley se unió al proyecto en octubre de 2018,  y el director Bryan Andrews se reunió con el ejecutivo de Marvel Studios, Brad Winderbaum, sobre el proyecto ya en 2018;  la participación de Bradley y Andrews se anunció en agosto de 2019.  Son productores ejecutivos junto a Winderbaum, Kevin Feige, Louis D'Esposito y Victoria Alonso.  Bradley y el editor de historias Matthew Chauncey escribieron el tercer episodio,titulado "What If... the World Lost Its Mightiest Heroes?"  que presenta una historia alternativa del cómic relacionado con el MCU Fury's Big Week (2012), que cubre una serie de eventos que se muestran parcialmente en las películas The Incredible Hulk (2008), Iron Man 2 (2010) y Thor (2011).  Momentos de muchas otras películas del MCU también se reinventan en la historia alternativa.  "What If... the World Lost Its Mightiest Heroes?" se lanzó en Disney+ el 25 de agosto de 2021.

### Escritura
Winderbaum reconoció que Fury's Big Week fue un "obscuro punto de detalle que sólo los fanáticos incondicionales conocen",  y Jake Kleinman de Inverse opinó que la naturaleza interconectada de The Incredible Hulk, Iron Man 2 y Thor probablemente sería una nueva revelación para muchos espectadores.  A pesar de esto, Marvel Studios estaba "muy consciente" de Fury's Big Week y le sugirió a Bradley al principio del desarrollo de la serie que debería basar un episodio en ella.  Su propuesta inicial fue para un episodio de comedia inspirado en la farsa francesa, donde "todo sigue desmoronándose",  pero los creativos encontraron que el tono de comedia no encajaba bien con los eventos cuando estaban revelando la historia.
En la historia alternativa del episodio, la campaña de Nick Fury para reclutar a los Vengadores se descarrila por una serie de muertes, convirtiéndose en un asesinato misterioso al estilo de una historia de Agatha Christie.  Bradley explicó que quitarle los planes a Fury para la Iniciativa Vengadores le provocó una "crisis de fe", lo que hizo que el personaje se preguntara si "alguna vez estuvo en el camino correcto". ¿Y qué hará a continuación ahora que su mayor plan se ha convertido en cenizas?" Esto lleva a la escena de la cena nocturna del episodio donde Fury se da cuenta de que "el mundo necesita a los Vengadores, y aunque puede haber perdido los primeros nombres de la lista, hay otros héroes por ahí". Esta escena tenía más material en el guion original que fue eliminado del episodio final.
La premisa del episodio fue concebida "casi al revés", decidiendo el resultado de la historia alternativa antes de determinar el cambio en la línea de tiempo del MCU que lo provocaría.  Para eso, los escritores tuvieron que averiguar quién asesinaría a los Vengadores. Después de preguntar quién los odiaría lo suficiente en este período como para matarlos, Winderbaum sugirió a Hank Pym de Ant-Man (2015) y Ant-Man and the Wasp (2018). Bradley estuvo de acuerdo en que Pym podría hacer esto si perdiera a su hija, Hope van Dyne,  ya que no "habría podido volver a conectarse con su hija en este punto de la línea de tiempo. La pérdida de ella, después de la pérdida de su esposa, eso lo habría llevado al límite".  Ella desarrolló la idea de que Fury recluta a Hope como agente de S.H.I.E.L.D. y luego ella muere en una misión.  El episodio sugiere que van Dyne fue enviado a la misión en Odesa que Natasha Romanoff menciona en Capitán América: El Soldado de Invierno (2014). En esa versión, Romanoff sobrevivió al disparo del Soldado de Invierno, pero en la versión de este episodio, van Dyne muere.   Además de alterar los eventos de Fury's Big Week con el plan de venganza de Pym,  estos cambios también llevan a que escenas de Los Vengadores (2012) se reinventen en el episodio.
Al analizar más a fondo el episodio, Kleinman sintió que volver a visitar los eventos de The Incredible Hulk en el episodio ayudó a fortalecer la conexión de esa película con el MCU, ya que "nunca había encajado realmente con el resto del MCU ni tonal ni estilísticamente". Eric Thomas de DiscussingFilm sintió que era divertido hablar de The Incredible Hulk como una película de MCU debido a la falta de referencias a ella en proyectos posteriores de MCU, pero Bradley no se sintió así como fanático de todas las películas de MCU y se acercó a las escenas de The Incredible Hulk del episodio de la misma manera que lo hizo para las otras películas del MCU. Los escritores querían elegir escenas icónicas de cada una de las películas y vistas en Fury's Big Week para que el público las reconociera fácilmente. Originalmente querían presentar la secuencia de pelea de Harlem del final de The Incredible Hulk, pero finalmente cambiaron a la escena de pelea anterior de la Universidad de Culver porque funcionaba mejor para su historia.

### Casting y grabación de voz
Jeffrey Wright narra el episodio como el Vigilante, y Marvel planea que otros personajes de la serie tengan la voz de los actores que los interpretaron en las películas del MCU. Este episodio está protagonizado por las voces que regresan de Samuel L. Jackson como Nick Fury, Michael Douglas como Hank Pym / Yellowjacket, Clark Gregg como Phil Coulson, Frank Grillo como Brock Rumlow, Jeremy Renner como Clint Barton / Hawkeye, Mark Ruffalo como Bruce Banner / Hulk, Tom Hiddleston como Loki y Jaimie Alexander como Sif. Gregg improvisó varias líneas durante la grabación, incluidos algunos momentos "fangirl" sobre la aparición de Thor,  quien tiene un papel no hablante en el episodio junto con el Destructor y los Tres Guerreros.
Edward Norton interpretó a Bruce Banner en The Incredible Hulk, y Ruffalo asumió el papel en películas posteriores del MCU. Este episodio integra la versión de Ruffalo del personaje en versiones alternativas de escenas de esa película, que Kleinman consideró que creaba una "continuidad mucho más limpia" entre El Increíble Hulk y el resto de la historia del MCU de Banner.  Bradley había bromeado al principio del desarrollo diciendo que deberían conseguir que Norton repitiera su papel si Ruffalo no estaba disponible, pero Ruffalo ya había aceptado regresar para la serie para entonces.  Los nuevos actores que reemplazarán a las estrellas del MCU en el episodio incluyen a Lake Bell como Natasha Romanoff / Black Widow, reemplazando a Scarlett Johansson; Mick Wingert como Tony Stark / Iron Man, reemplazando a Robert Downey Jr.; Stephanie Panisello como Betty Ross, reemplazando a Liv Tyler; Mike McGill como Thaddeus Ross, reemplazando a William Hurt; y Alexandra Daniels como Carol Danvers / Capitana Marvel, reemplazando a Brie Larson. Un actor no acreditado le da voz a Jack Rollins, reemplazando a Callan Mulvey. 
La animación del episodio estuvo a cargo de Squeeze,   con Stephan Franck como jefe de animación. Andrews desarrolló el estilo de animación cel-shaded de la serie con Ryan Meinerding, jefe de desarrollo visual de Marvel Studios. Aunque la serie tiene un estilo artístico consistente, elementos como la cámara y la paleta de colores difieren entre episodios.  El arte conceptual del episodio se incluye durante los créditos finales y Marvel lo publicó en línea después del estreno del episodio. 

### Música
La compositora Laura Karpman combinó elementos de partituras existentes del MCU con música original para la serie, pero optó por escribir principalmente una partitura original para este episodio en lugar de combinar música de todas las diferentes películas que adapta el episodio. Ella comparó su música con la banda sonora de Loki, calificando su partitura de "loca y modernista",  con un nuevo tema para la historia de misterio y asesinato.  Marvel Music y Hollywood Records lanzaron digitalmente una banda sonora para el episodio el 27 de agosto de 2021, con la partitura de Karpman.

## Marketing
Después del lanzamiento del episodio, Marvel lanzó un póster promocional del episodio con Nick Fury y una cita del episodio. Marvel también anunció productos como parte de su promoción semanal "Marvel Must Haves" para cada episodio de la serie, incluyendo ropa y accesorios basados en el Vigilante y varios héroes.

## Recepción

### Audiencia
De acuerdo con Nielsen Media Research, que mide el número de minutos vistos por el público estadounidense en televisores, What If...? fue la séptima serie original más vista en los servicios de transmisión durante la semana del 23 al 29 de agosto de 2021, con 233 millones de minutos vistos.

### Respuesta crítica
Kristen Howard, que escribía para Den of Geek, consideró que el episodio era una "policía retorcida y divertidamente ridícula" que era "un cuento clásico de What If...? [usando] un giro muy tonto para mostrar lo malo que podría haber sido todo". Quedó impactada por la muerte de los Vengadores, disfrutó del diálogo de Coulson y de la revelación de Pym como Yellowjacket, y le dio al episodio 4 de 5 estrellas. Tom Jorgensen de IGN le dio un 7 sobre 10 y se sorprendió al ver un asesinato misterioso en el MCU. Lo llamó "la divergencia más oscura de Marvel con respecto al canon hasta ahora" y encontró que las muertes de Stark, Hulk y Thor eran "sorprendentemente sombrías", pero también creíbles, ya que utilizaron las luchas que enfrentaba cada héroe. Pensó que el episodio necesitaba más tiempo y concentración para contar mejor su misterio, pero se mostró positivo acerca de la revelación de que Pym es el asesino porque lo vio como una progresión lógica de la representación del personaje en Ant-Man . Jorgensen tenía sentimientos encontrados sobre la actuación de voz, elogiando la "notablemente consistente" Fury de Jackson y describiendo a Tony Stark de Wingert como "perfectamente útil", pero cuestionando por qué se eligió la reconocible voz de Bell en lugar de una actriz que sonaba más cercana a Johansson. También sintió que la caracterización de Romanoff era más divertida que en las películas de la Fase Uno, y comparó la actuación de Gregg más con su aparición en Captain Marvel (2019), ambientada en 1995, que con sus apariciones en la Fase Uno. Matt Goldberg de Collider se sintió aliviado de que el episodio no cambiara simplemente un personaje por otro como los dos primeros, y elogió su "tono oscuramente cómico" que jugaba con las expectativas de la audiencia.
Alan Sepinwall de Rolling Stone, encontró que el episodio era menos emocionante que los dos primeros, tanto porque era una historia alternativa para "películas menores del MCU" como porque la premisa tenía un escenario menos claro de "qué pasaría si". A pesar de esto, quedó impresionado por la escala del episodio y pensó que el tiempo con Fury "nunca se siente perdido", y agregó que de los primeros tres episodios, este se parecía más a los cómics de What If. Angie Han de The Hollywood Reporter sintió que el episodio tenía "menos que ofrecer en cuanto a profundidad emocional o temática, y [no pudo] ni siquiera encontrar una solución satisfactoria al misterio que presenta". Sam Barsanti de The AV Club, fue aún más crítico con el episodio, dándole una "C+" y creyendo que era el más débil hasta el momento con "la premisa más vaga de 'qué pasaría si'". No sabía que la premisa de Fury's Big Week ya existía antes de este episodio y tenía problemas para creer que los eventos de El Increíble Hulk ocurrieron durante la misma semana que Iron Man 2 y Thor. También describió muchas de los elementos del episodio "¿quién lo hizo?"  como "tontos, tontos" en lugar de simplemente Y si...?' tonto', y sintieron que se distraían de la historia. Revelar que el episodio se centró en Hope van Dyne fue "donde realmente comenzó [a] desmoronarse" para Barsanti, aunque disfrutó todo después de que se revela que Pym es el asesino, incluida la actuación de Douglas, "Loki siendo Loki" y la provocación de una historia futura con el Capitán América y el Capitán Marvel.
Al igual que Barsanti, Adam Rosenberg de Mashable tampoco estaba al tanto de Fury's Big Week y descubrió el cómic después de ver el episodio. Cuestionó por qué la serie adaptaría el cómic relativamente desconocido cuando los dos primeros episodios se habían centrado en películas populares, afirmando: "Un cínico diría que Marvel probablemente lo hizo para aumentar las ventas [del cómic]. Un realista diría que Fury's Big Week es simplemente una plataforma genial y divertida para una historia de What If...?". Sin embargo, Rosenberg sugirió que Marvel tenía otra intención al presentar esta historia en la serie y comenzó a teorizar lo que esto podría significar en términos del MCU y el multiverso en general. Ethan Anderton de /Film creía que el episodio estableció "una especie de culminación épica que presumiblemente creará un vínculo narrativo entre los episodios", alejándose del formato de episodio individual de antología de la serie.